# Duplipetala hexagona
Duplipetala hexagona là một loài thực vật có hoa trong họ Long đởm. Loài này được (Kerr) Thiv mô tả khoa học đầu tiên năm 2003.